# Gewöhnlicher Ameisenvagabund
Der Gewöhnliche Ameisenvagabund (Phrurolithus festivus), auch bekannt unter dem Namen Gefleckte Feldspinne, ist eine Spinne aus der Familie der Ameisensackspinnen (Phrurolithidae). Er war ursprünglich nur paläarktisch verbreitet und wurde in Kanada eingeführt. Die äußerst anpassungsfähige Art bewohnt eine Vielzahl sowohl an trockenen als auch an feuchten Habitaten (Lebensräume) und kann ebenfalls in menschengemachten Lebensräumen angetroffen werden, bevorzugt aber allgemein Freiflächen.
Ein besonderes Merkmal des Gewöhnlichen Ameisenvagabunds, das dieser mit anderen Ameisensackspinnen teilt, ist das Nachahmen von Ameisen in Form der Bates’schen Mimikry. Dafür imitiert die Art die Bewegungen von Ameisen und ahmt diese auch optisch nach. Diese Imitation dient dem Prinzip der Bates’schen Mimikry entsprechend dazu, gegenüber Prädatoren (Fressfeinden) abschreckend zu wirken, da Ameisen aufgrund ihrer Wehrhaftigkeit für viele Räuber eine unbeliebte Beute darstellen.
Der wie alle Arten der Gattung tagaktive Gewöhnliche Ameisenvagabund bewegt sich ebenso nach Eigenart der Ameisenvagabunden zumeist schnell umher und erbeutet dabei als aktiver Laufjäger beliebige Gliederfüßer, die kleiner als der Jäger selbst sind. Der Paarung geht kein Balzverhalten voraus. Ein begattetes Weibchen legt einige Zeit nach der Paarung mehrere Eikokons mit vergleichsweise wenig Eiern ab. Ansonsten ist der Lebenszyklus der Spinne wenig erforscht.

## Merkmale

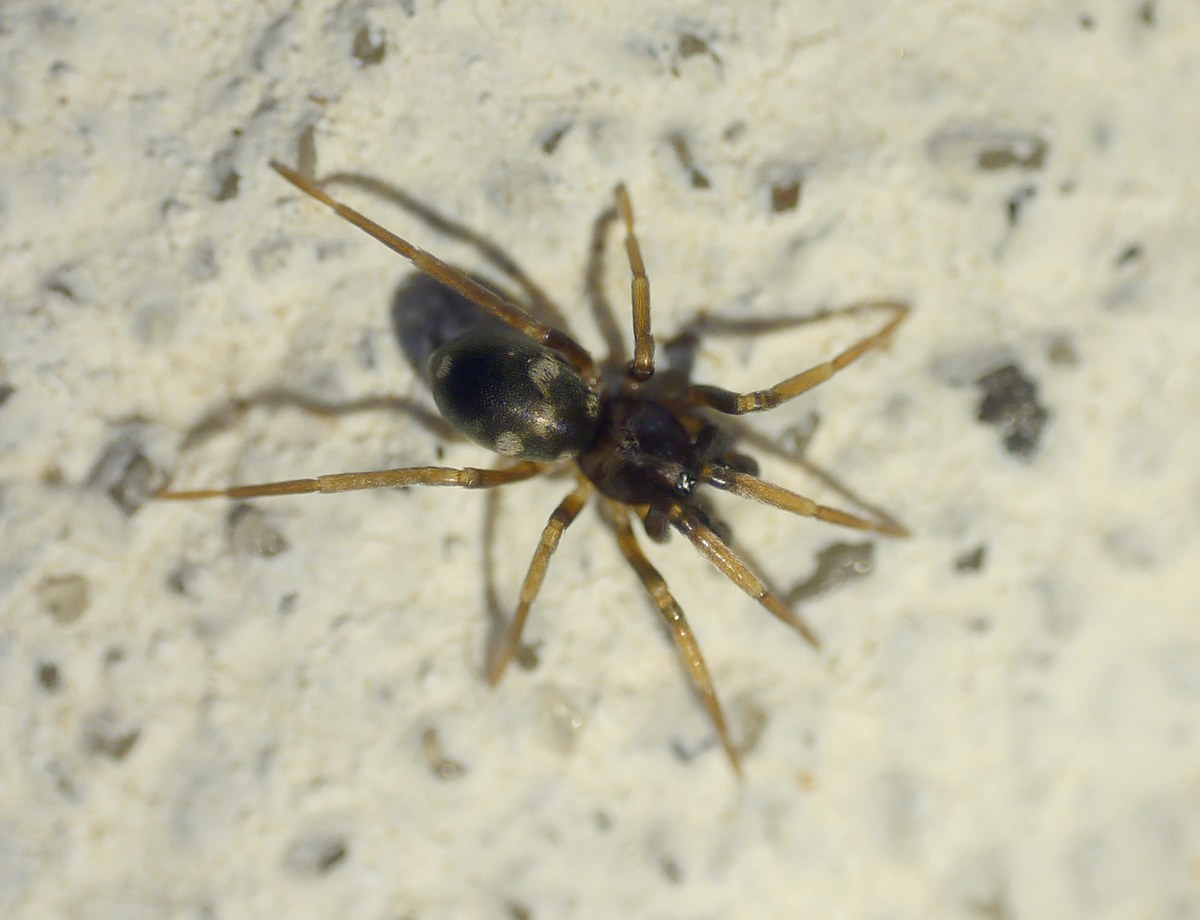
Männchen

Das Weibchen des Gewöhnlichen Ameisenvagabunds kann nach Sven Almquist (2006) eine Körperlänge von 2,7 bis zu 3,8 sowie im Durchschnitt 3,1 ± 0,2 und das Männchen eine von 2,6 bis zu 3 sowie durchschnittlich 2,8 ± 0,1 Millimetern erreichen. Damit handelt es sich wie bei allen Ameisensackspinnen (Phrurolithidae) um eine kleinere Spinnenart. Der grundsätzliche Körperbau der Spinne gleicht dem anderer Ameisenvagabunden (Phrurolithus).
Die Beinformel lautet wie bei vielen Spinnen 4-1-2-3.
| Beinpaar | Femur (Schenkel) | Tibia (Schiene)     | Metatarsus (Fersenglied)                                         |
| -------- | ---------------- | ------------------- | ---------------------------------------------------------------- |
| 1        | v1, d1, pl1      | 5 Paare in 2 Reihen | Stacheln in der Formation 4,4 oder 2,4 hintereinander angeordnet |
| 2        | -                | 4,4                 | Stacheln in der Formation 4,4 oder 2,4 hintereinander angeordnet |

Legende für angegebene Richtungslagen:
- d = dorsal (oben)
- pl = prolateral (seitlich vorne)
- v = ventral (unten)

Bei der Art erscheint das Opisthosoma (Hinterleib) abgewinkelt und anterior (vorne) wie posterior (hinten) etwa gleich breit.

### Sexualdimorphismus
Der Gewöhnlicher Ameisenvagabund weist wie viele Spinnen einen ausgeprägten Sexualdimorphismus (Unterschied der Geschlechter) auf. Dieser macht sich neben den Dimensionen auch in der Farbgebung von Weibchen und Männchen bemerkbar. Außerdem verfügt das Männchen wie bei Ameisenvagabunden (Phrurolithus) üblich über ein Scutum (sklerotisierte, bzw. verhärtete Platte) auf dem Opisthosoma, das dem Weibchen fehlt.

#### Weibchen

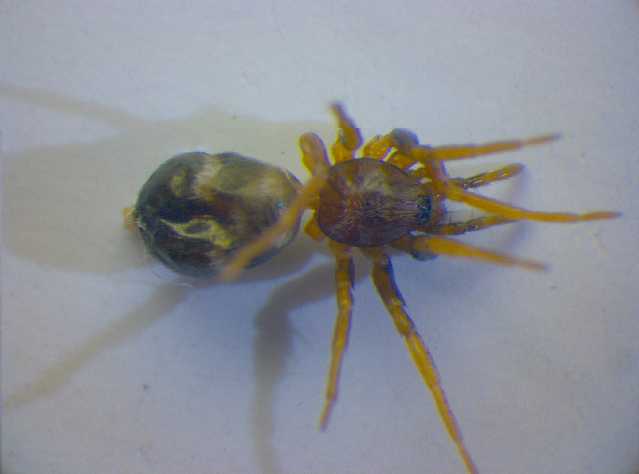
Präpariertes Weibchen in der Zoologischen Staatssammlung München mit einem hier fehlenden Bein

Beim Weibchen kann laut Almquist der Carapax (Rückenschild des Prosomas, bzw. Vorderkörpers) eine Länge von 1,04 bis zu 1,35 und durchschnittlich 1,2 ± 0,06 sowie eine Breite von 0,86 bis zu 1,09 und im Durchschnitt 0,97 ± 0,05 Millimetern aufweisen. Das Verhältnis zwischen Länge und Breite des Carapax beläuft sich beim Weibchen auf 1,16 bis 1,34, wobei der Durchschnittswert hier 1,23 ± 0,05 beträgt. Der Carapax ist beim Weibchen außerdem um 52 Grad geneigt.
Der Carapax des Weibchens ist dunkel gelblich braun und die Cheliceren (Kieferklauen) bräunlich gefärbt. Promarginal (innen vorderseitig) sind die Cheliceren je mit drei und retromarginal (innen rückseitig) mit einem Zahn versehen. Das Sternum (Brustschild des Prosomas) hat eine braune Grundfarbe, wobei es marginal (randseitig) eine dunklere Farbgebung aufweist, die in die Weite geht. Die Beine sind gelblich braun gefärbt, die Femora (Schenkel) erscheinen dunkler.
| Beinpaar | Femur | Patella (Glied zwischen Femur und Tibia) | Tibia (Schiene) | Metatarsus (Fersenglied) | Tarsus (Fußglied) | Gesamtlänge |
| -------- | ----- | ---------------------------------------- | --------------- | ------------------------ | ----------------- | ----------- |
| 1        | 0,84  | 0,41                                     | 0,99            | 0,79                     | 0,48              | 3,51        |
| 2        | 0,89  | 0,38                                     | 0,64            | 0,71                     | 0,46              | 3,08        |
| 3        | 0,74  | 0,35                                     | 0,51            | 0,71                     | 0,46              | 2,77        |
| 4        | 1,04  | 0,41                                     | 0,94            | 107                      | 0,6               | 4,06        |

Das Opisthosoma des Weibchens hat dorsal eine dunkelbraune Grundfärbung sowie schillernde Setae (chitinisierte Haare). Anterolateral (vorne seitlich) befinden sich auf dem Opisthosoma zwei weiße Flecken, während median (mittig) auf diesem Körperabschnitt ein weißes Zickzackband verläuft. Nicht selten befinden sich posterior auf dem Opisthosoma schmale und blasse Winkelflecken. Ventral erscheint das Opisthosoma gräulich und es verfügt dort außerdem über kleine blasse Punkte.

Ansichten von Weibchen
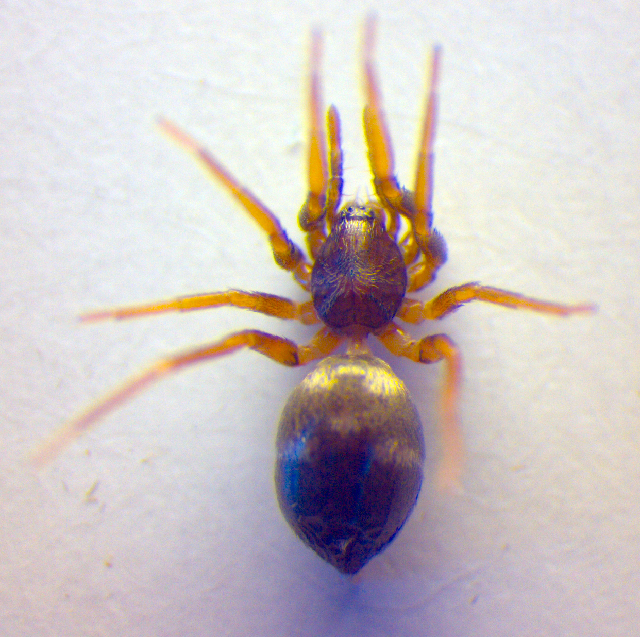
Dorsalansicht (weiteres präpariertes Exemplar in der Zoologischen Staatssammlung München)
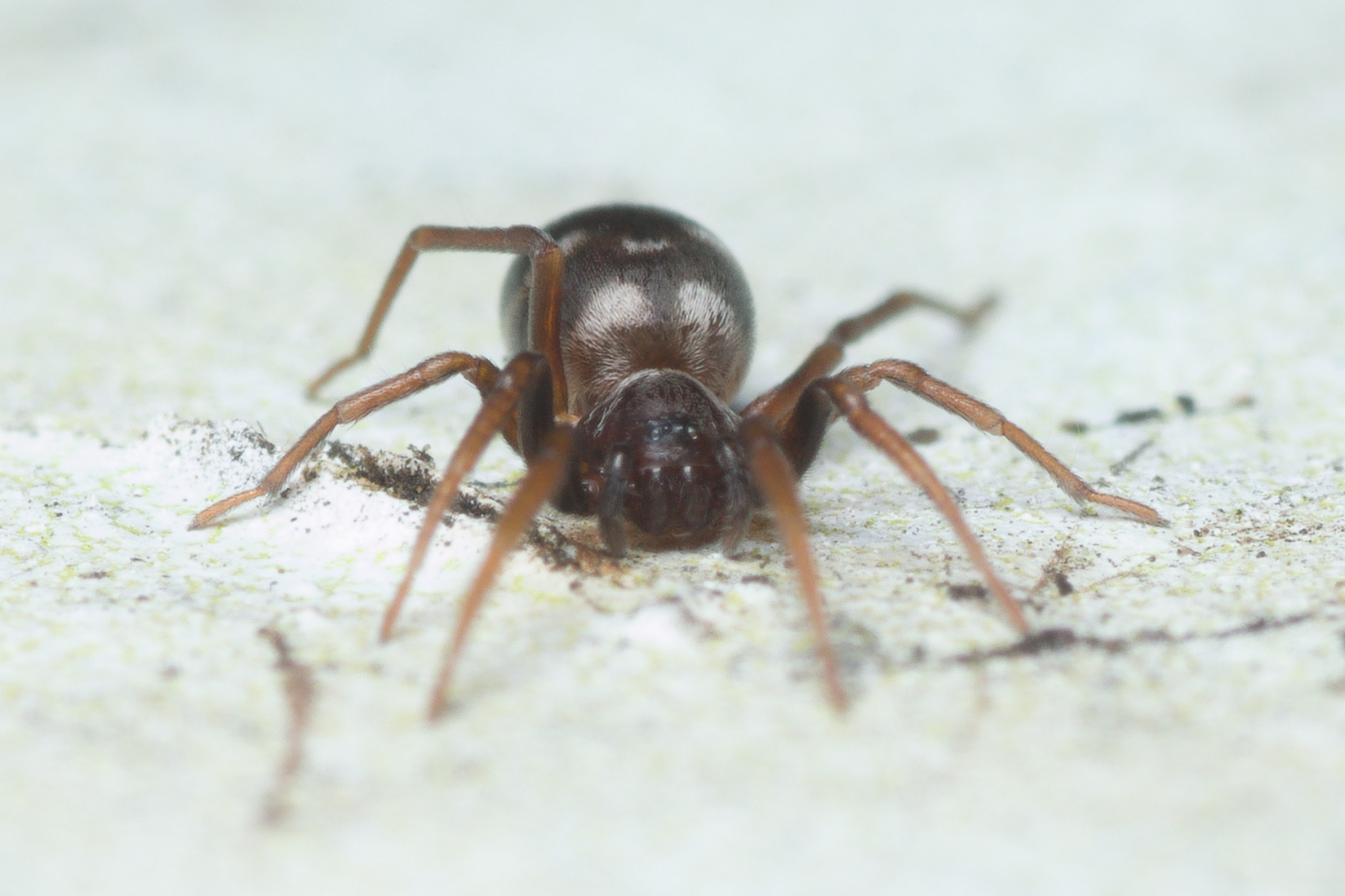
Frontalansicht
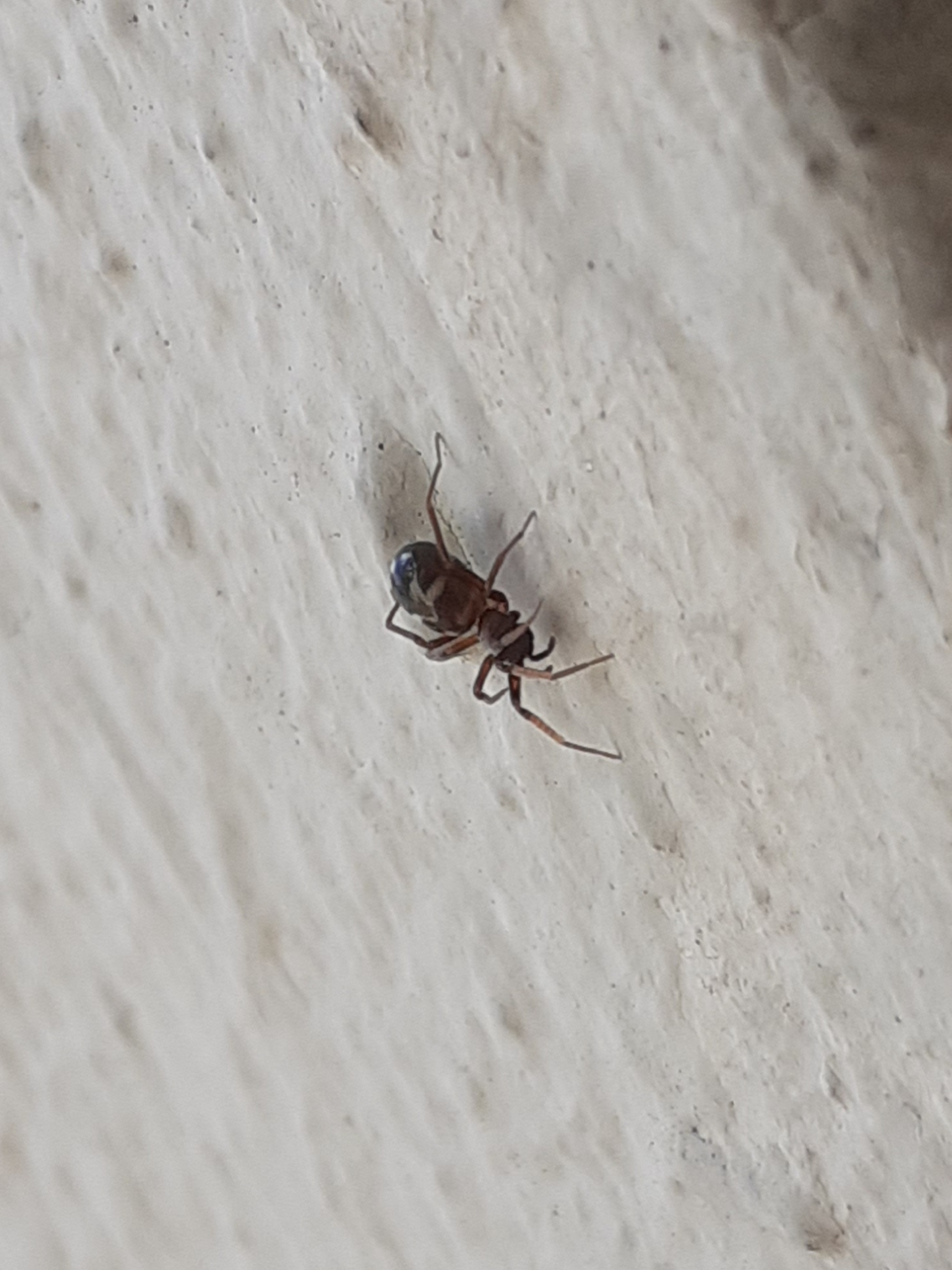
Lateralansicht

#### Männchen

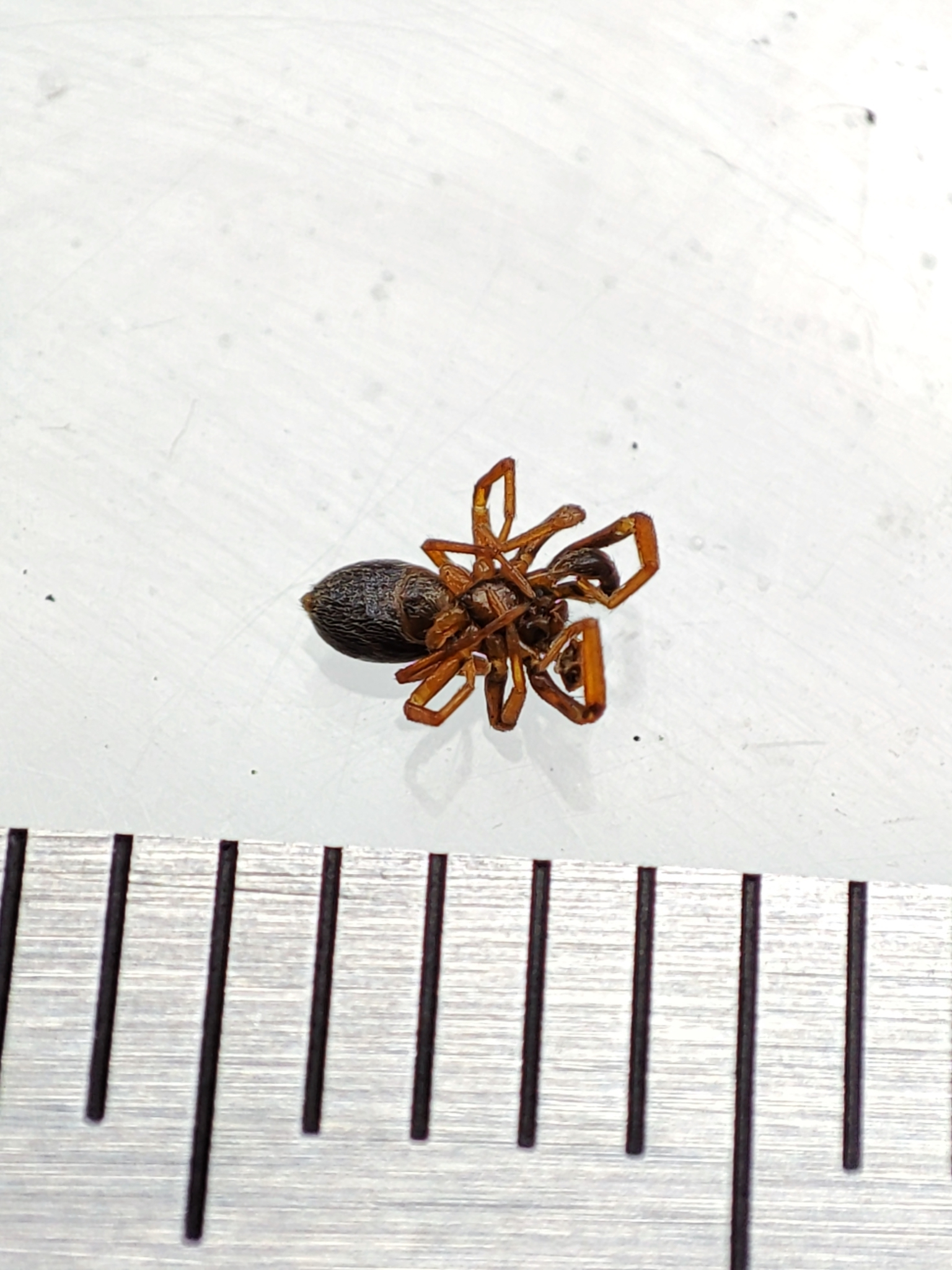
Totes Männchen ventral im Größenvergleich

Beim Männchen ist der Carapax 1,2 bis 1,38 und im Durchschnitt 1,27 ± 0,04 Millimeter lang sowie 0,97 bis 1,2 und durchschnittlich 1,06 ± 0,05 Millimeter breit. Das Längen-Breiten-Verhältnis des Carapax beträgt hier 1,13 bis 1,3 und zumeist 1,21 ± 0,04 und seine Neigung 28 Grad.
Der Carapax des Männchens hat eine dunkelbraune Farbgebung und ist medial am kephalen (am Kopf gelegenen) Bereich mit weißen sowie posterior mit radiär angelegten Reihen ebenso weißer Setae bedeckt. Die Cheliceren des Männchens sind dunkelbraun gefärbt und tragen anders als die des Weibchens keine Zähne. Das Sternum ist wie beim Weibchen braun gefärbt und marginal dunkler, hier jedoch weniger ausladend. Die Beine des Männchens haben eine gelblich braune Grundfärbung. Dabei sind hier die Femora dunkelbraun und die Coxae (Hüftglieder) sowie die Trochanter (Schenkelringe) hellgelbbraun gefärbt.
| Beinpaar | Femur | Patella | Tibia | Metatarsus | Tarsus | Gesamtlänge |
| -------- | ----- | ------- | ----- | ---------- | ------ | ----------- |
| 1        | 0,92  | 0,43    | 0,84  | 0,81       | 0,51   | 3,51        |
| 2        | 0,84  | 0,35    | 0,66  | 0,66       | 0,46   | 2,97        |
| 3        | 0,74  | 0,35    | 0,51  | 0,69       | 0,43   | 2,72        |
| 4        | 1,04  | 0,43    | 0,89  | 1,07       | 0,58   | 4,01        |

Die Dorsalseite des Opisthosomas weist beim Männchen eine schwarze Färbung auf, während sich hier anterolateral je zwei fleckenartige Formationen aus weißen Setae befinden. Wie beim Weibchen verläuft auch beim Männchen median auf der Dorsalseite des Opisthosomas ein weißes Zickzackband. Zusätzlich befindet sich beim Männchen ein Büschel aus weißen Setae am Apex (Spitze) des Opisthosomas. Die Ventralfläche des Opisthosomas ist hier gelblich braun bis braun gefärbt.

Ansichten von Männchen
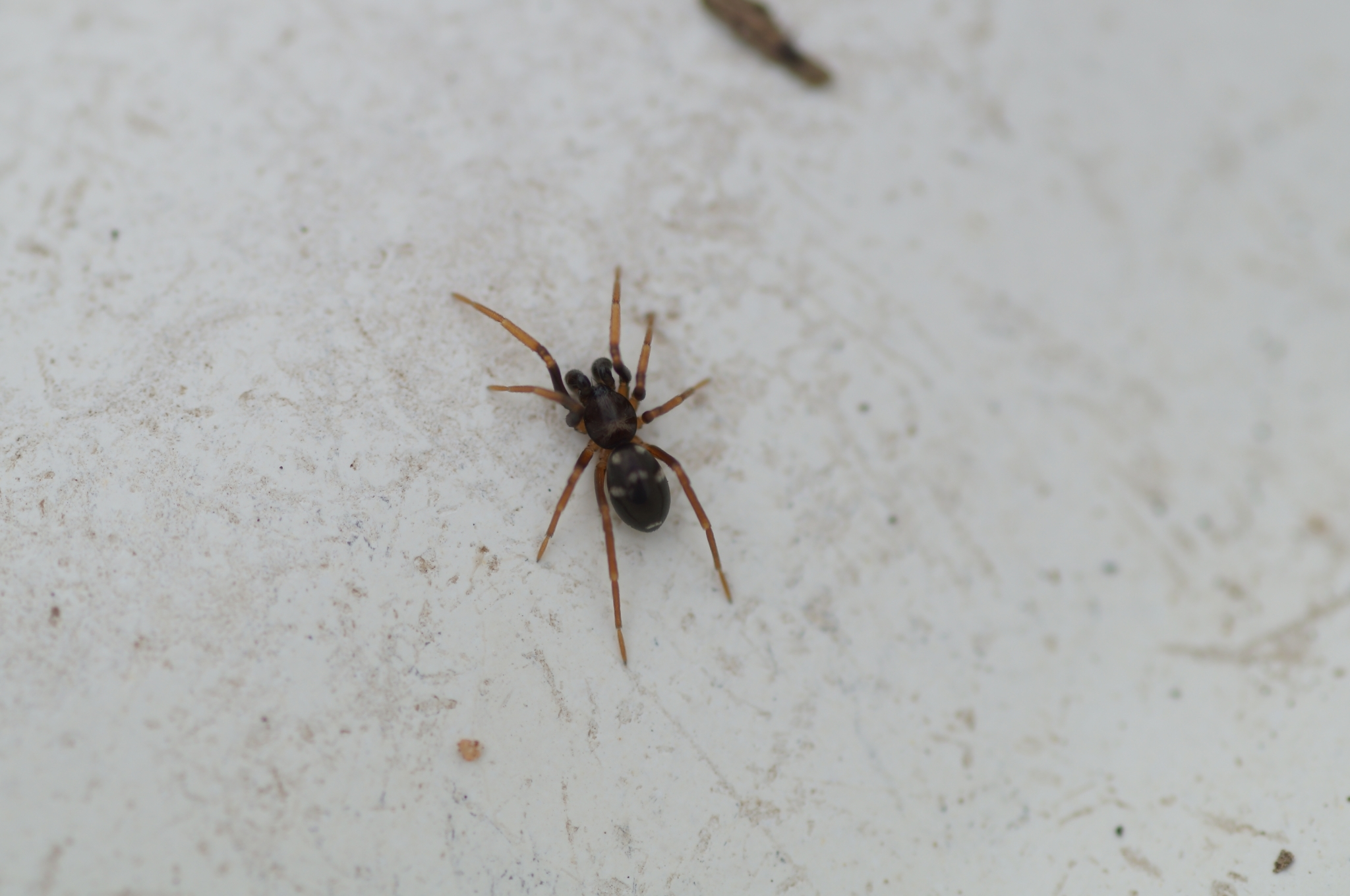
Dorsalansicht
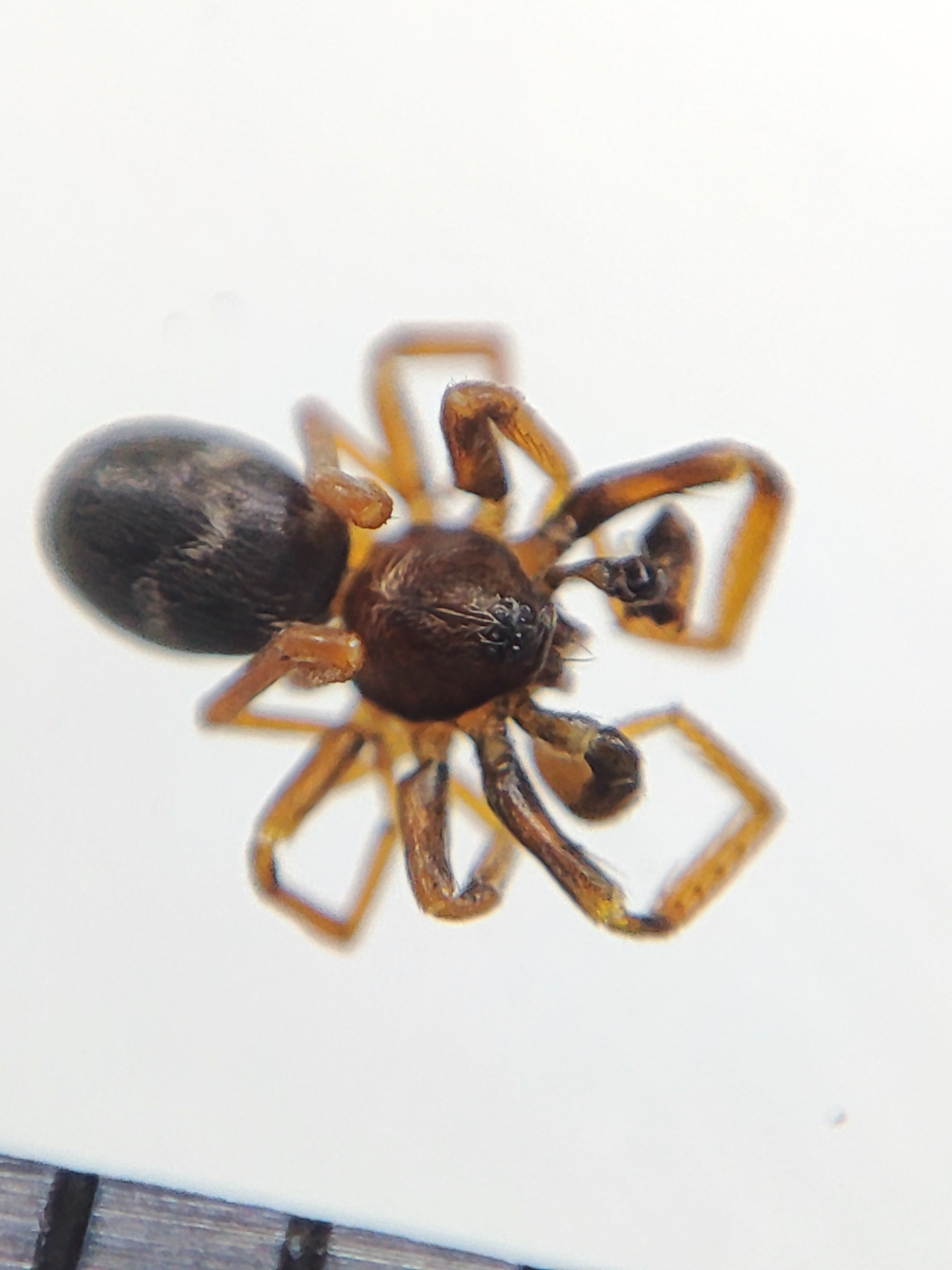
Frontalansicht, Totfund.
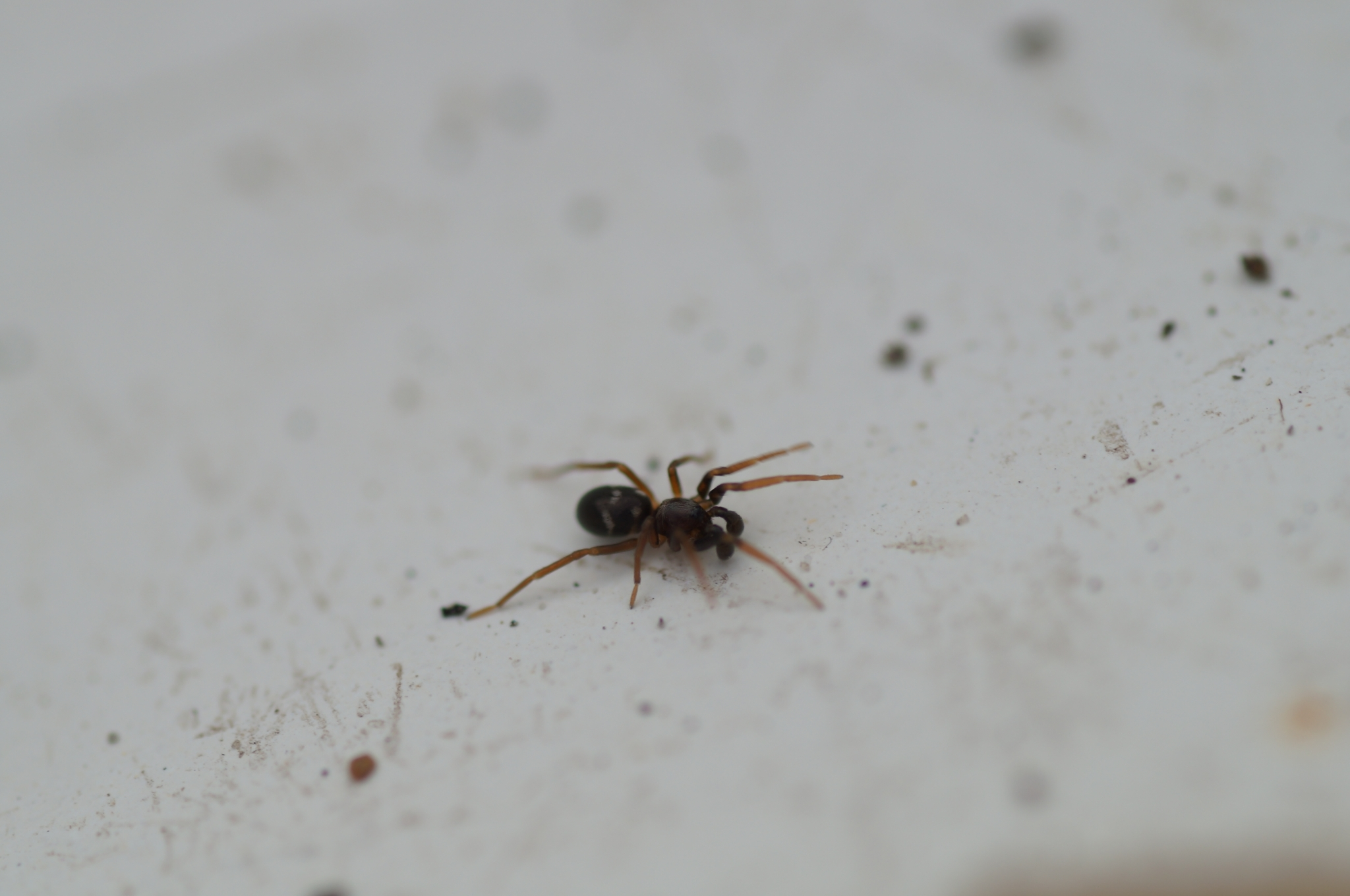
Lateralansicht
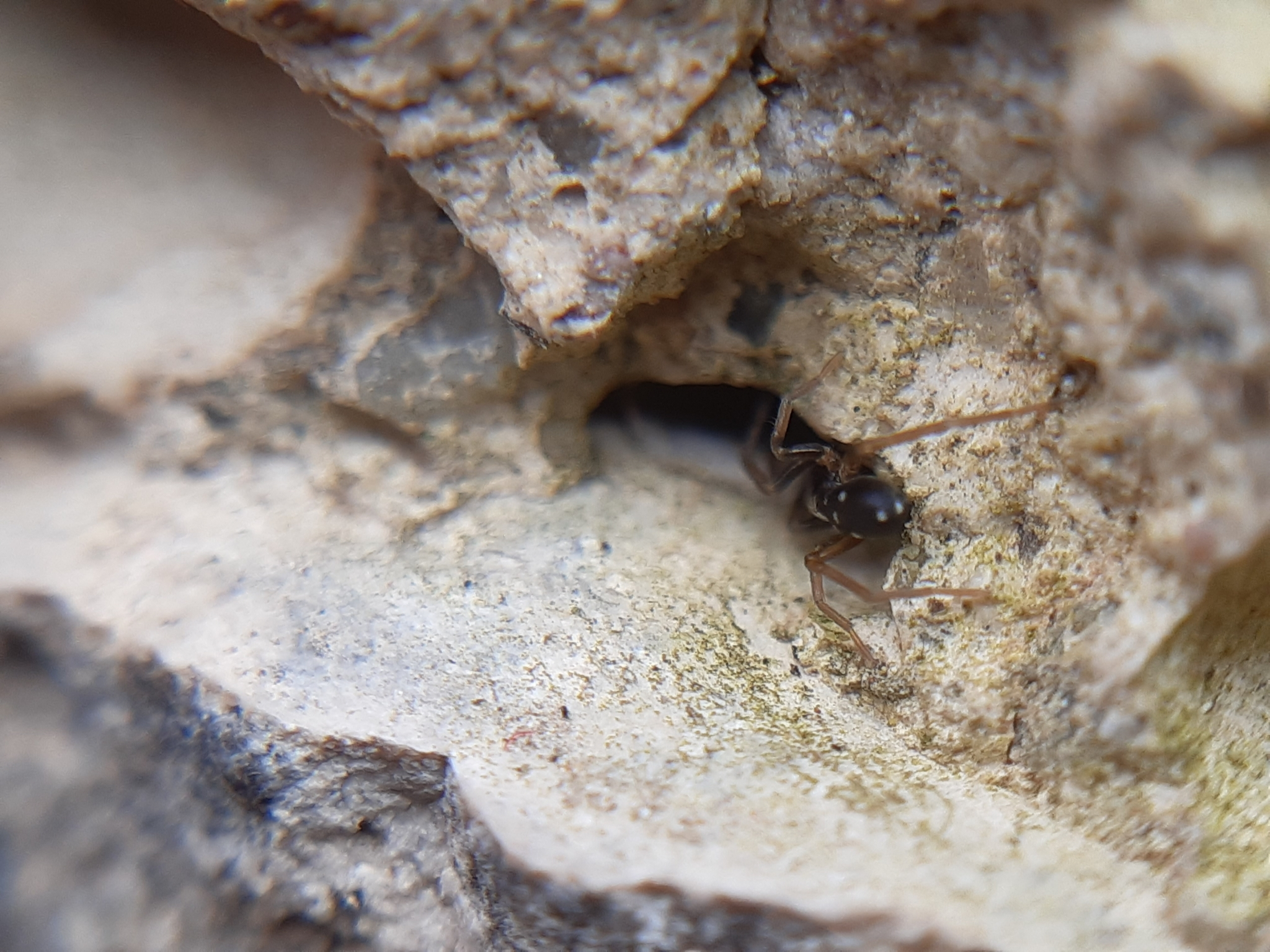
Rückansicht
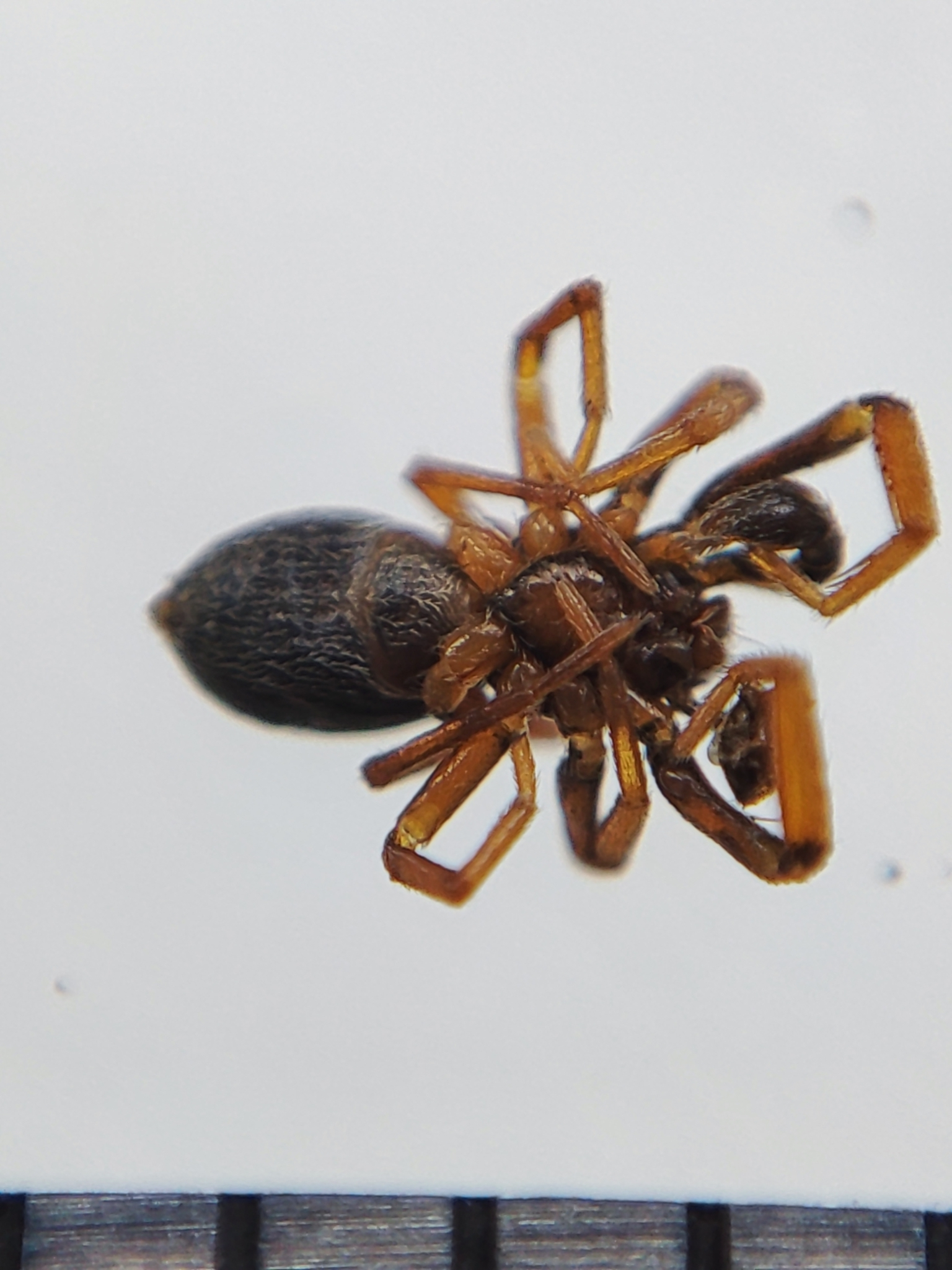
Ventralansicht, Totfund.

### Genitalmorphologische Merkmale

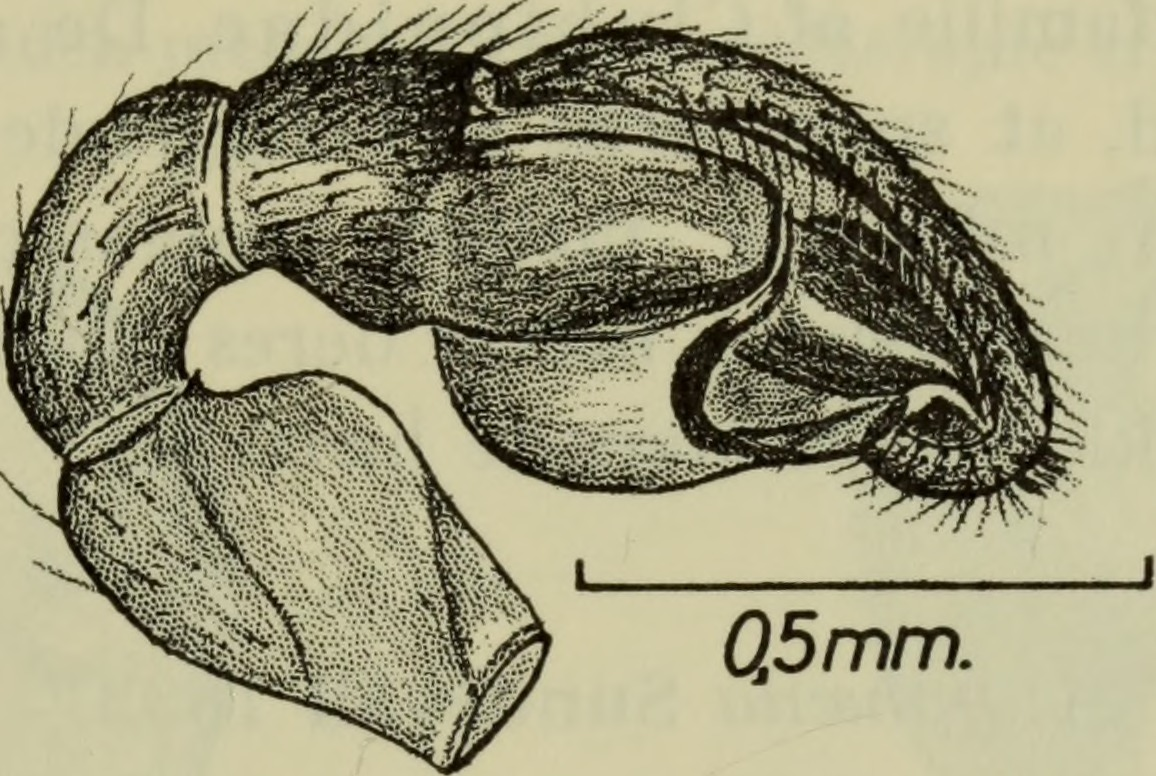
Ausschnitt aus „Danmarks fauna; illustrerede haandbøger over den danske dyreverden..“ (1907), der die Schematik eines Bulbus des Gewöhnlichen Ameisenvagabunds zeigt.

Die Pedipalpen (umgewandelte Extremitäten) vom Männchen des Gewöhnlichen Ameisenvagabundes sind fast schwarz gefärbt. Dabei erscheinen die Femora dunkelbraun. Ein einzelner Pedipalpus kann von denen anderer männlicher Ameisenvagabunden (Phrurolithus) mitunter durch die für die Gattung typische retrolaterale (seitlich rückliegende) Apophyse (chitinisierter Fortsatz) an seiner Tibia (Schiene) unterschieden werden, die hier im Vergleich sehr groß ist und ein schaufelförmiges Erscheinungsbild aufweist. Der basale (an der Basis gelegene) Teil eines Bulbus (männliches Geschlechtsorgan) der Art ist hervorstehend. Eine weitere teguläre (rückseitige) Apophyse an je beiden Pedipalpen ist beim Gewöhnlichen Ameisenvagabund breit gebaut und verfügt über eine gebogene Spitze. Der gebogene Embolus (drittes und letztes Sklerit bzw. Hartteil eines Bulbus) erscheint pflockartig.
Die Epigyne (weibliches Geschlechtsorgan) des Gewöhnlichen Ameisenvagabunds wird innerhalb der Gattung mitunter durch ihre posterior sklerotisierte (verhärtete) Platte gekennzeichnet. Außerdem ragt das Geschlechtsorgan über die epigastrische (beim Magen befindliche) Furche geringfügig hinaus. Die Epigyne des Gewöhnlichen Ameisenvagabunds besitzt eine eher kleinere Kopulationsöffnung und die Kopulationsgänge sind vergleichsweise kurz und breit. Die primärem Spermatheken (Samentaschen) der Art sind transversal (quer) angelegt, die sekundären sind groß und oval geformt.

### Differenzierung von anderen Ameisenvagabunden
Da sich alle Ameisenvagabunden (Phrurolithus) mitsamt dem Gewöhnlichen Ameisenvagabunden einander sehr ähneln und insbesondere die Fleckenzeichnung vermutlich bei allen Arten der Gattung derart vorhanden ist, ist eine Unterscheidung dieser wie auch beim Gewöhnlichen Ameisenvagabunden nur anhand der genitalmorphologischen Merkmale gegeben.
Beim Kleinen Ameisenvagabunden (P. minimus) sind beim Männchen die Pedipalpen schwarz gestreift und eine einzelne daran befindliche Tibialapophyse stark gebogen. Ein Bulbus besitzt hier je distal (von der Körpermitte entfernt) eine spitz zulaufende und gekrümmte Apophyse. Die Epigyne des Kleinen Ameisenvagabunden besitzt median gelegene Kopulationsöffnungen. Für den Südlichen Ameisenvagabunden (P. nigrinus) ist vor allem die gebogene Tibialapophyse mit langer, abgesetzter Spitze an einem einzelnen Pedipalpus beim Männchen typisch, während die Epigyne der Art durch eine große mediane Grube charakterisiert wird. Für das Männchen des Östlichen Ameisenvagabunden (P. pullatus) ist mit symmetrischer Spitze ausgestattete Tibialapophyse an einem Pedipalpus typisch. Ferner hat hier ein Bulbus jeweils zwei distale Apophysen, die den Embolus überragen. Die Epigyne dieser Art verfügt über lateral gelegene Kopulationsöffnungen. Bei P. szilyi, dem fünften in Mitteleuropa vorkommenden Ameisenvagabunden, ist die Tibialapophyse an einem Pedipalpus des Männchens mit einer wenig abgesetzten Spitze und ein Bulbus mit breiter und rundlicher distaler Apophyse versehen. Die Epigyne hat, ähnlich wie die des Südlichen Ameisenvagabunden eine große mediane Grube, die hier allerdings am Vorderrand eingedellt erscheint.

## Vorkommen

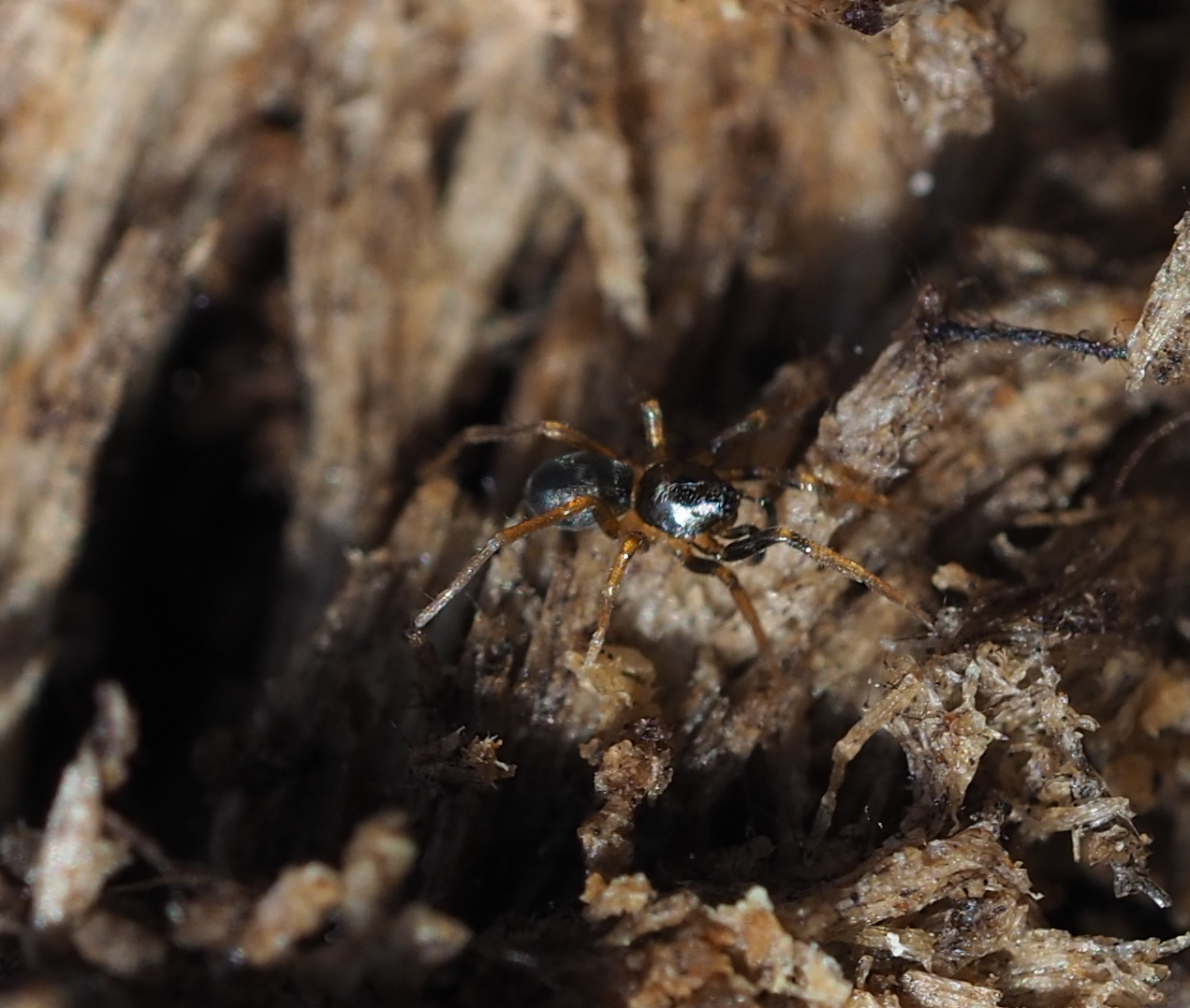
Männchen auf Gehölz, gefunden bei Volkmarsen im nordhessischen Landkreis Waldeck-Frankenberg.

Das ursprüngliche Verbreitungsgebiet des Gewöhnlichen Ameisenvagabunds erstreckte sich über Europa, Nordafrika, die Türkei, Kaukasien, Russland (europäischer bis fernöstlicher Teil), Kasachstan, Iran, China, Korea, Japan. In Kanada wurde er überdies eingeführt. Auch in Europa selber ist die Art flächendeckend vertreten und fehlt in Kontinentaleuropa lediglich in Kroatien, Bosnien und Herzegowina und dem Kosovo sowie zusätzlich auf der russischen Doppelinsel Nowaja Semlja, in Franz-Josef-Land, Island und auf der Inselgruppe Spitzbergen, Sardinien, den Balearischen Inseln, Kreta und Zypern. In Nordafrika fehlen Nachweise der Spinne aus Tunesien und Ägypten.
Der Gewöhnliche Ameisenvagabund ist vor allem in West- und Mitteleuropa weit verbreitet. Auf Großbritannien ist er vor allem im südlichen Teil der Insel häufig, während sein Vorkommen dort im Westen stark verstreut ist. Nach Norden hin reicht das Verbreitungsgebiet der Art auf Großbritannien bis in den zentralen Teil Schottlands.

### Lebensräume
Der Gewöhnliche Ameisenvagabund bewohnt eine große Anzahl sowohl an trockenen als auch an feuchten Habitaten (Lebensräumen) und wurde mitunter in Graslandschaften, Gärten, Streuschichten und der Unterseite von Steinen nachgewiesen. Gleiches trifft auf die Nähe von mit Wasser gefüllten Gruben sowie der Unterseite von Steinen in Steinbrüchen zu. Weitere erwiesene Lebensräume der Art sind Trockenwiesen, Dünenheiden, Bodenstreu unter Wacholder (Juniperus) und die Unterseite von Steinen auf Kalkflächen. Auch wurde die Spinne in Weinbergen, sonnigen Wäldern und an Stränden nachgewiesen.
Der Gewöhnliche Ameisenvagabund kann bis in Höhen von bis zu 1.350 Metern über dem Meeresspiegel angetroffen werden. Auf Großbritannien beschränkt sich diese Höhe auf 700 Meter über dem Meeresspiegel.

### Gefährdung
Die Bestandssituation des Gewöhnlichen Ameisenvagabunds wird je nach Land unterschiedlich gewertet. In Deutschland etwa ist er sehr häufig und seine Bestände gelten dort sowohl lang- als auch kurzfristig als gleichbleibend. Aufgrund dessen wird die Art in der Roten Liste gefährdeter Arten Tiere, Pflanzen und Pilze Deutschlands (2016) als „ungefährdet“ eingestuft. Gleiches war auch in der vorherigen Version dieser Roten Liste aus dem Jahr 1996 der Fall. Auch wird die Spinne in der Roten Liste der Spinnen Kärntens (1999) in selbiger Kategorie erfasst.
Ähnlich wie in Deutschland und in Kärnten ist der Gewöhnlichen Ameisenvagabund in der Roten Liste Großbritanniens (2017) nach IUCN-Maßstab in der Kategorie LC („Least Concern“, bzw. nicht gefährdet) gelistet. Gleiches ist bei der Roten Liste der Spinnentiere (Arachnida) Norwegens (2015) der Fall, während die Spinne in der Roten Liste der Spinnen Tschechiens (2015) in Anbetracht der dortigen Bestandssituation in der Kategorie ES („Ecologically Sustainable“, bzw. ökologisch anpassbar) erfasst wird.

## Lebensweise

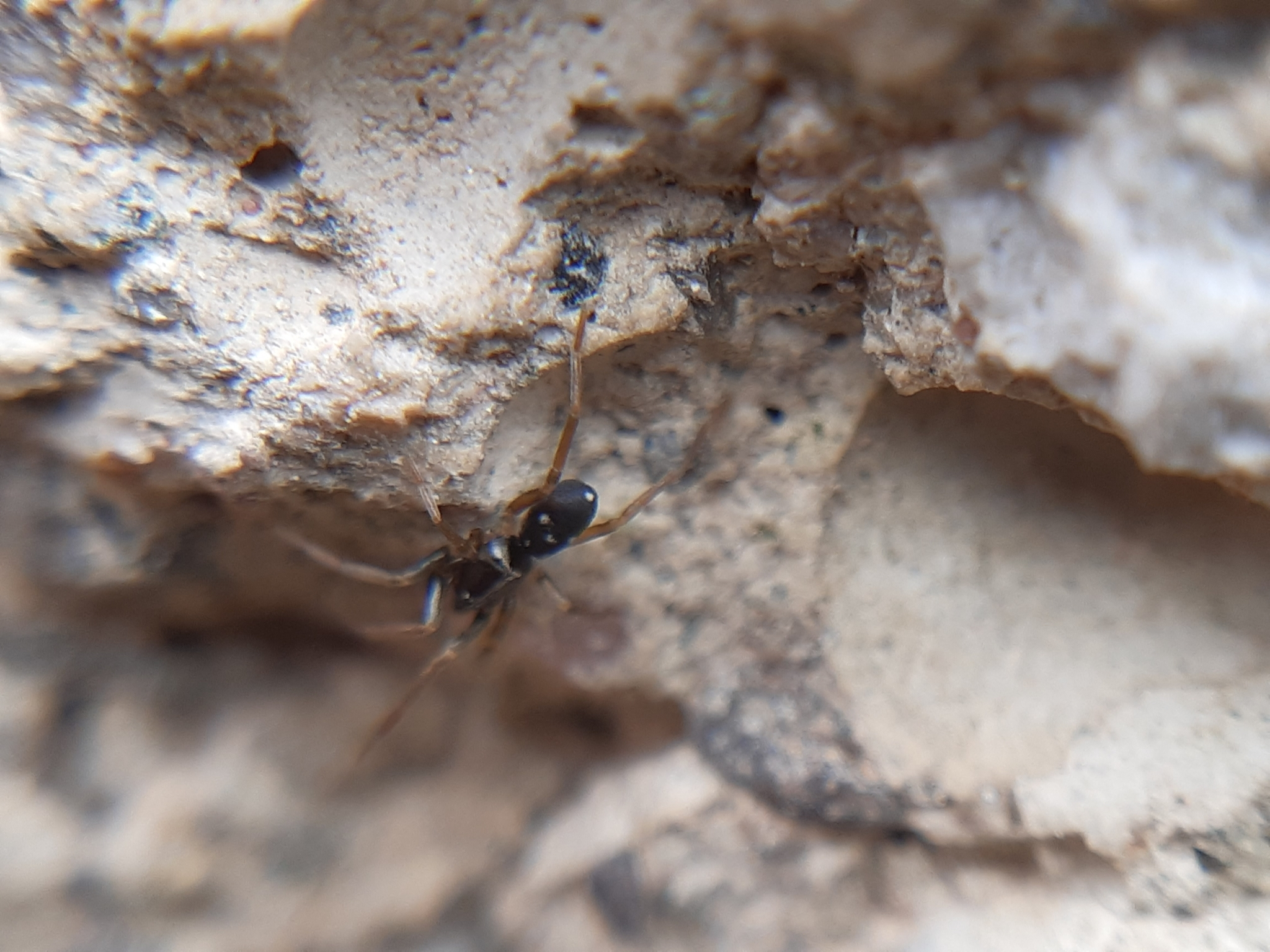
Am Tag aktives Männchen auf Gestein

Der Gewöhnliche Ameisenvagabund ist wie alle Ameisenvagabunden (Phrurolithus) tagaktiv und bewegt sich ebenso wie die anderen Arten der Gattung auf besonnten und offenen Flächen flink umher. Dazu zählt etwa die Oberfläche des Bodengrunds oder Baumrinde. Nachts versteckt sich die Spinne dann in Spalten von Baumrinde, Streuschichten oder unter Steinen. Auch ahmt er wie andere Ameisenvagabunden entsprechend des Trivialnamens Ameisen in Form der Bates’schen Mimikry nach. Als mögliche Modellarten des Gewöhnlichen Ameisenvagabunds werden die Grauschwarze Sklavenameise (F. fusca), die Rote Waldameise (F. rufa) und die Blutrote Raubameise (F. sanguinea) aus der Gattung der Waldameisen (Formica) als auch die Gelbe Wiesenameise (L. flavus), die Glänzendschwarze Holzameise (L. fuliginosus) und die Schwarze Wegameise (L. niger) aus der Gattung der Wegameisen (Lasius) in Betracht gezogen. Da die Spinne oft in Gesellschaft mit Ameisen angetroffen werden kann, wird bei ihr eine Myrmekophilie (Bindung an Ameisen) vermutet.
Bedingt durch seine myrmekomorphe (ameisenimitierende) Eigenschaft ist der Gewöhnliche Ameisenvagabund vor möglichen Prädatoren (Fressfeinden) gut geschützt, da Ameisen zumeist aufgrund ihrer Wehrhaftigkeit unbeliebte Beutetiere darstellen und die Spinne selber aufgrund ihres myrmekomorphen Erscheinungsbildes sehr an diese erinnert. Gleichermaßen ist der Gewöhnliche Ameisenvagabund auch vor den Ameisen durch Schutzmaßnahmen weitestgehend sicher, etwa, indem er selber den Ameisen ausweicht. Damit hat der Gewöhnliche Ameisenvagabund wie viele myrmekomorphe Spinnen deutlich höhere Überlebenschancen gegenüber den Spinnen, denen diese Eigenschaft fehlt. Die circadiane (den Schlaf-Wach-Rhythmus betreffende) Aktivität der Art reicht am Tag etwa von 7:00 Uhr bis 21:00 Uhr und entspricht somit weitestgehend der der Wegameisen.

### Jagdverhalten und Beutespektrum

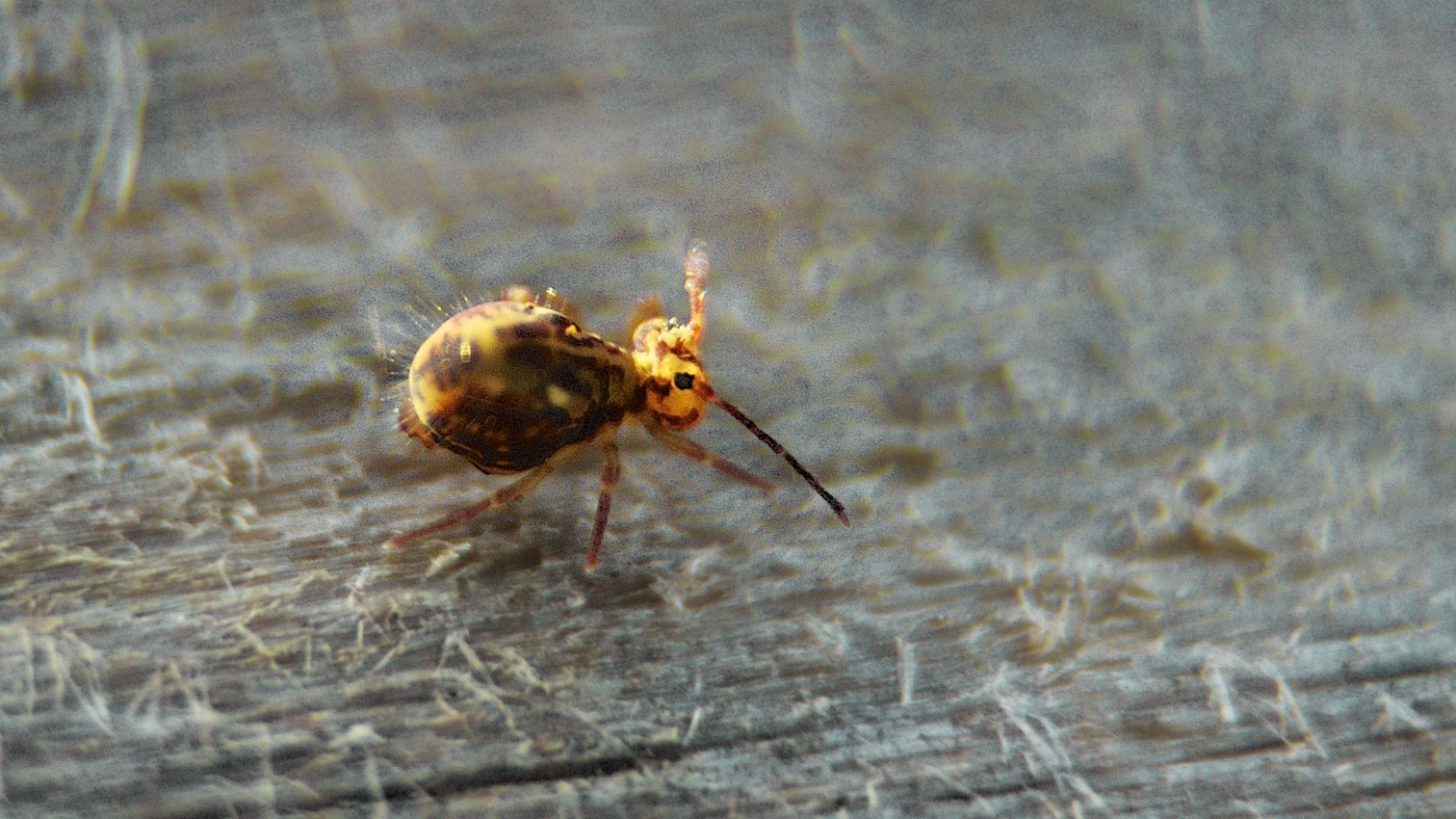
Mitunter bilden Springschwänze (Collembola) geläufige Beutetiere des Gewöhnlichen Ameisenvagabunds

Der wie alle Spinnen räuberisch lebende Gewöhnliche Ameisenvagabund ist ein Laufjäger, der kein Spinnennetz für den Beutefang anlegt. Beutetiere werden von der Art aktiv aufgesucht und dann ergriffen. Ein Giftbiss der Spinne hindert ein ergriffenes Beutetier dann sowohl an einer Flucht als auch an einer Gegenwehr.
Der Gewöhnliche Ameisenvagabund ist euryphag (nicht auf bestimmte Nahrung angewiesen) und demzufolge ein opportunistischer Jäger, der andere Gliederfüßer erlegt. Dabei werden jedoch bevorzugt solche erbeutet, die die Größe des Prosomas der Spinne nicht übertreffen. In Gefangenschaft konnte das Erlegen von Springschwänzen (Collembola), Taufliegen (Drosophilidae) und Gleichflüglern (Homoptera) und demnach von Beutetieren nachgewiesen werden, die kleiner als 70 % der Körperlänge der Spinne sind. Einige kleinere Wirbellose, darunter Springschwänze und Milben, erhalten von den Ameisen, bei denen sich der Gewöhnliche Ameisenvagabund aufhält, keine Aufmerksamkeit und können von ihm deshalb in großer Menge als Nahrung dienen. Allerdings ließ sich auch das Erbeuten von Ameisen seitens der Spinne belegen.

### Lebenszyklus und Phänologie
Der Lebenszyklus des Gewöhnlichen Ameisenvagabunds ist wie bei anderen Spinnen in die Phasen der Fortpflanzung, der Eiablage und des Heranwachsens unterteilt. Die Phänologie (Aktivitätszeit) ausgewachsener Individuen beläuft sich beim Weibchen der Art auf den Zeitraum zwischen Februar und Oktober und beim Männchen auf den zwischen März und Oktober. Der Lebenszyklus der Spinne wurde neben dem Beutespektrum in Teilen 2011 von Stano Pekar und Martin Jarab analysiert.
Ein Männchen des Gewöhnlichen Ameisenvagabunds stürmt, sofern es in die Nähe eines Weibchens gelangt, sofort auf dieses zu und die Paarung beginnt. Ein Balzverhalten ließ sich bei der Art nicht belegen. Die nach Pekar und Jarab im Durchschnitt 252 ± 15,7 Minuten dauernde Begattung wird in der Position III ausgeführt, bei der sich das Männchen während der Begattung in die entgegengesetzte Blickrichtung gewendet über dem Weibchen aufhält. Dieser Prozess findet beim Gewöhnlichen Ameisenvagabund am Tag und auf offenen Flächen, wie Baumrinde oder dem Bodengrund statt, sodass die Paarung hier im Gegensatz zu einigen anderen myrmekomorphen Spinnen während der Fortpflanzung keine Schutzmaßnahmen enthält. Bei einigen anderen Spinnen mit dieser Eigenschaft, etwa den nicht näher verwandten Ameisenspringern (Myrmarachne), findet die Paarung in einem Gespinst statt.
Einige Zeit nach der Paarung, jedoch noch im gleichen Jahr der Begattung, legt das Weibchen durchschnittlich 4 Eier in einem Eikokon ab. Die Eigelege des Gewöhnlichen Ameisenvagabunds enthalten demnach im Vergleich zu denen anderer Spinnen sehr wenig Eier. Zwar ist dies auch bei anderen myrmekomorphen Spinnen der Fall und ist dort aufgrund des zugunsten der ameisenähnlichen Gestalt verschmälerte Opisthosoma zurückzuführen, beim Gewöhnlichen Ameisenvagabund dürfte die geringe Anzahl abgelegter Eier jedoch an der allgemein eher geringen Körperlänge der Art liegen. Bei einer höher ausfallenden Körperlänge können die Eigelege größer ausfallen, obgleich der Unterschied nicht signifikant wäre. Ein begattetes Weibchen des Gewöhnlichen Ameisenvagabunds fertigt nach Pekars und Jarabs Beobachtungen im Durchschnitt nacheinander in gewissen Zeitabständen zwei Eikokons an. Auch diese im Vergleich geringe Anzahl an Eikokons kommt bei einigen anderen myrmekomorphen Spinnen vor, während stärker myrmekomorphe Spinnen mit einem verengten Opisthosoma – darunter Zwergameisenspringer (Synageles) – mit sieben bis acht Kokons jedoch eine deutlich höhere Anzahl dieser produzieren. Da bei den weniger myrmekomorphen Spinnen, wie dem Gewöhnlichen Ameisenvagabund, die Kokonanzahl jedoch deutlich geringer ausfällt, ist außerdem erwiesen, dass Iteroparität (Fähigkeit zur mehrmaligen Fortpflanzung) nicht durch eine Mimikry beeinflusst wird.
Die Jungtiere wachsen dann wie bei Spinnen üblich über mehrere Fresshäute (Häutungsstadien) heran. Es ist nicht bekannt, wie sich die frisch geschlüpften Jungtiere der Spinne ausbreiten. Die Methode des Spinnenflugs kann wie bei anderen myrmekomorphen Spinnen ausgeschlossen werden, da diese ohnehin im Regelfall die Nähe von Ameisen bevorzugen.

## Funktion und Theorien zur Evolution der Myrmekomorphie

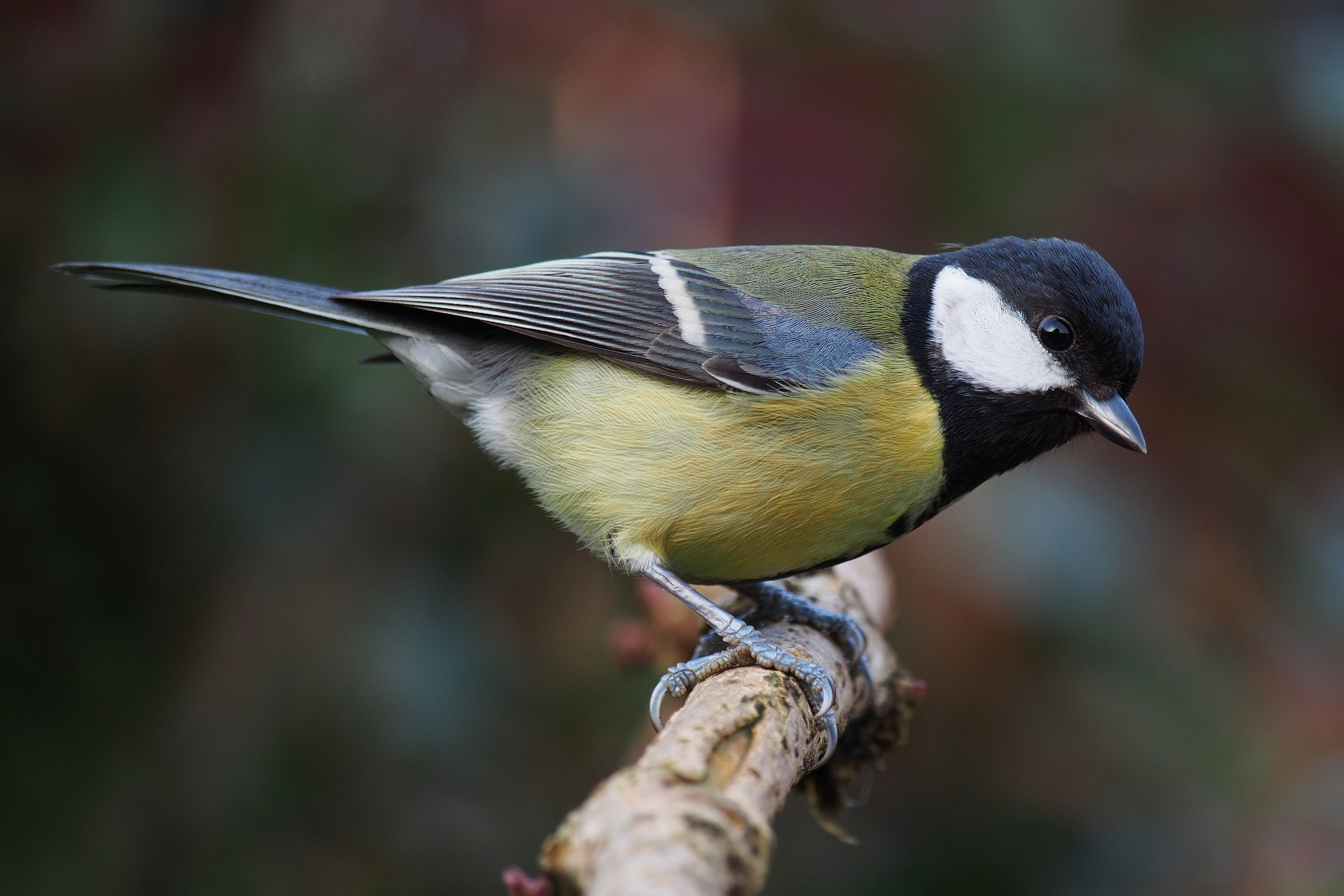
Die Bates’schen Mimikry des Gewöhnliche Ameisenvagabund schützt diesen vermutlich vor allem vor Prädatoren wie der Kohlmeise.

Es wird vermutet, dass die Myrmekomorphie bei Spinnen wie dem Gewöhnlichen Ameisenvagabunden vor allem bei Vögeln abschreckend wirken soll. Daneben dient dessen myrmekomorphe Erscheinung auch als Schutz vor anderen mittels optischer Wahrnehmung jagender Räuber neben Vögeln, etwa Reptilien wie Skinken. Im Gegensatz zu Ameisen, die sich mittels ihrer Ameisensäure zur Wehr setzen können, verfügt der Gewöhnliche Ameisenvagabund über keine Möglichkeit einer direkten Feindabwehr, ist jedoch durch seine Ähnlichkeit von Ameisen vor Fressfeinden relativ sicher. Das myrmekomorphe Erscheinungsbild des Gewöhnlichen Ameisenvagabundes erweist sich jedoch abgesehen von Prädatoren, die ihren Sehsinn für die Jagd nutzen, auch bei solchen als effektiv, die mittels chemischer Reize jagen, darunter Grabwespen (Spheciformes). Es wird vermutet, dass diese sich parasitoid entwickelnden Wespen ihre jeweils bevorzugten Beutetiere mitsamt Spinnen anhand der chemischen Struktur von dessen Integuments (äußerer Körperhülle) identifizieren können. Insgesamt erbeuten Grabwespen deutlich seltener myrmekomorphe Spinnen als andere. Da sich die chemische Zusammensetzungen des Integuments sowohl bei myrmekomorphen als auch nicht myrmekomorphen Spinnen einander identisch sind, besteht noch Forschungsbedarf, ob und inwiefern myrmekomorphe Spinnen von Grabwespen tatsächlich eher gemieden werden.

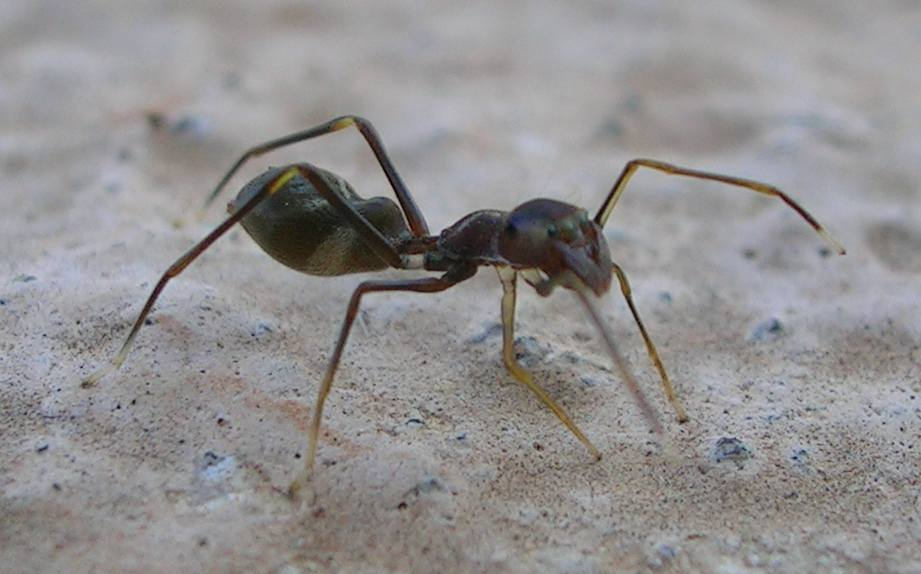
Bei einigen anderen myrmekomorphen, darunter Ameisenspringern (Myrmarachne), ist die Ähnlichkeit zu Ameisen noch stärker als beim Gewöhnlichen Ameisenvagabunden ausgeprägt.

Viele andere Spinnen, die die Gestalt und Färbung von Ameisen stark nachahmen werden auch als Ameisenspinnen bezeichnet, jedoch wird der Gewöhnliche Ameisenvagabund nicht dazu gezählt. Er ist weniger myrmekomorph als beispielsweise Spinnen aus der Gattung der Ameisenspringer (Myrmarachne), bei denen die Ähnlichkeit durch die Gestalt von Körper und Beinen zu Ameisen noch deutlicher ausgeprägt ist; diese beiden genannten habituriellen (das Erscheinungsbild betreffenden) Eigenschaften fehlen beim Gewöhnlichen Ameisenvagabunden. Letztere Art imitiert lediglich durch ihre Bewegungsweise und Färbung ihre Modellarten. Allerdings erwies sich auch das weniger myrmekomorphe Erscheinungsbild des Gewöhnlichen Ameisenvagabunds dennoch als genauso effektiver Schutz zumindest vor Vögeln wie das stärker myrmekomorpher Spinnen. Dies mag allerdings auch mit der Anwendung der Sehfäfigkeit bei visuell jagenden Prädatoren begründbar sein. Räuberische Wirbellose, die mittels optischer Sinne jagen, darunter Fangschrecken oder Springspinnen (Salticidae), begegnen einer myrmekomorphen Spinne auf deutlich geringerer Distanz und nehmen diese Spinnen optisch vermutlich aus einer anderen Perspektive wahr, als es bei Vögeln der Fall ist. Letztere suchen Beutetiere allerdings visuell aus weiteren Entfernungen, so macht die Kohlmeise beispielsweise Beuteobjekte aus Entfernungen von 30 Zentimetern aus.

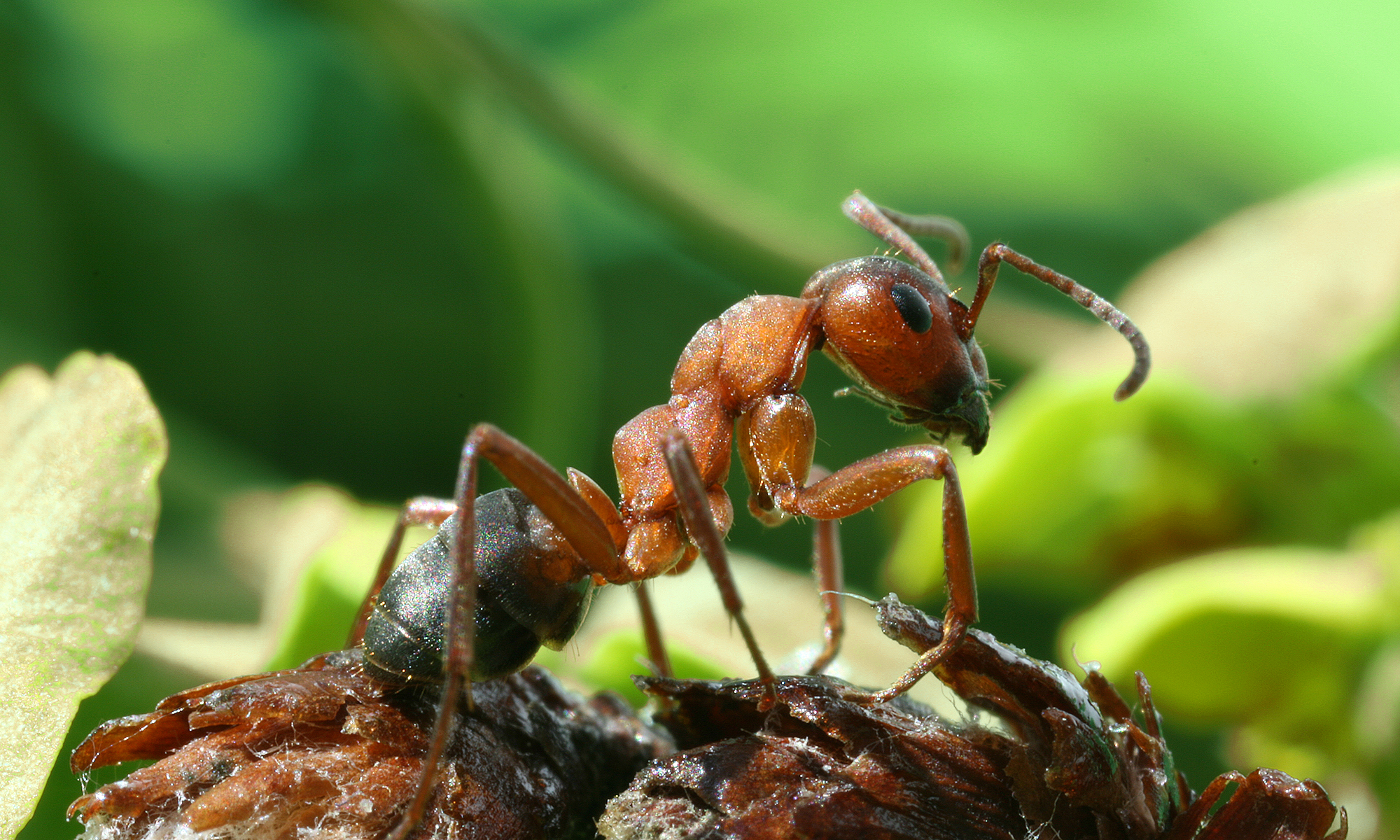
Die recht wehrhafte Rote Waldameise (Formica rufa) ist eine vermutete Modellart des Gewöhnlichen Ameisenvagabunds.

Ameisen sind innerhalb ihrer Kolonien noch effektiver vor Prädatoren geschützt. Gleiches trifft möglicherweise auf myrmekomorphe Spinnen mitsamt dem Gewöhnlichen Ameisenvagabunden zu, die sich in diesen Kolonien aufhalten. Es ließ sich experimentell belegen, dass Vögel Schwierigkeiten haben, myrmekomorphe Spinnen von Ameisen mittels ihres Sehsinns zu unterscheiden. Gleichermaßen werden myrmekomorphe Spinnen jedoch von Vögeln ebenso gemieden, wenn sie sich nicht in Gesellschaft von Ameisen oder gar in welcher von nicht myrmekomorphen Spinnen befinden, sodass eine Myrmekomorphie Spinnen mit dieser Eigenschaft auch in verschiedenen Situationen Schutz gewährt, unabhängig davon, ob myrmekomorphe Spinnen bei Ameisenkolonien befindlich sind oder nicht. Da verschiedene Prädatoren jedoch unterschiedliche Methoden zur Wahrnehmung von Beutetieren nutzen, ist noch unklar, wie effektiv die Myrmekomorphie auch bei anderen Antagonisten des Gewöhnlichen Ameisenvagabunds ist.

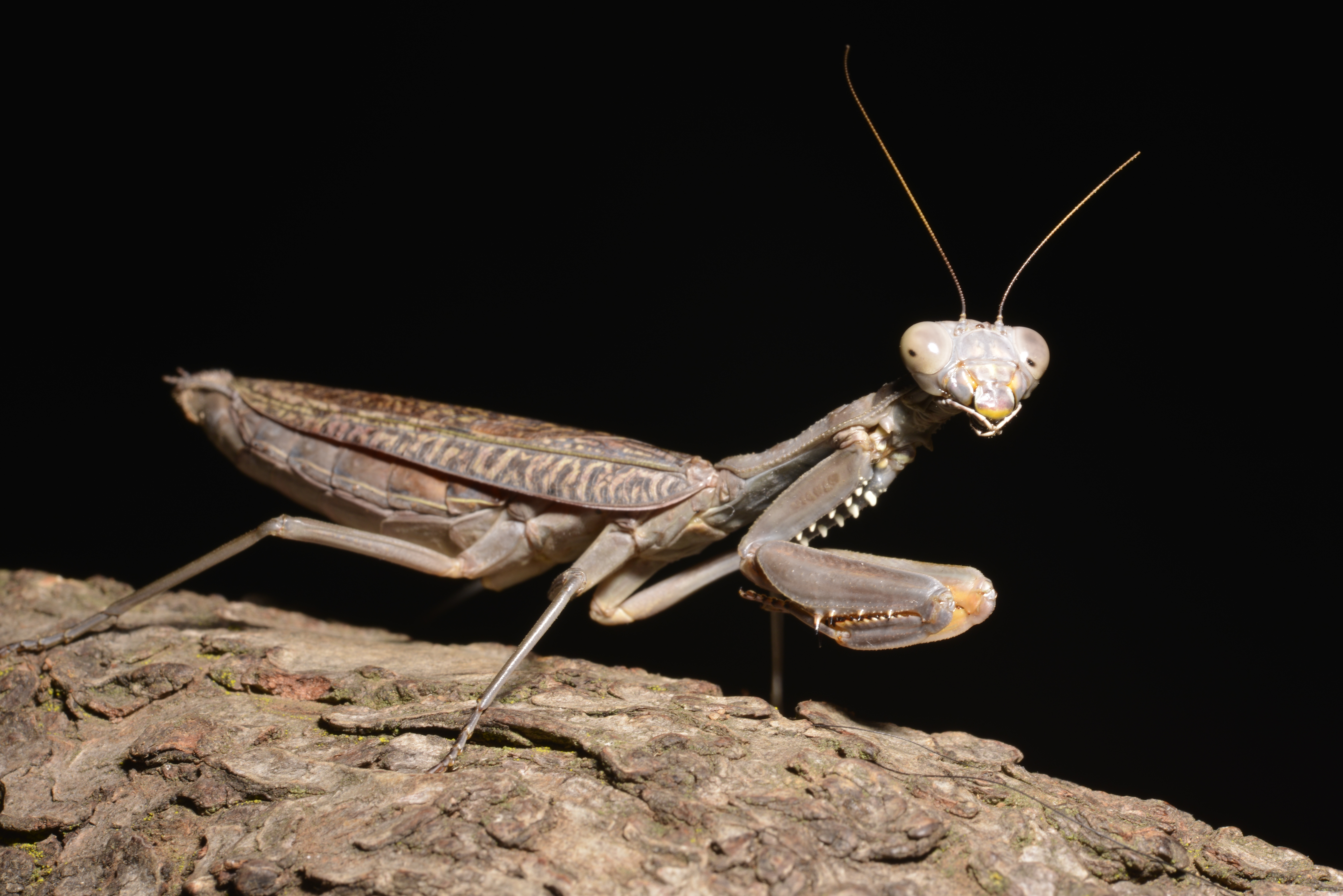
Die Myrmekomorphie des Gewöhnlichen Ameisenvagabunds kann neben Wirbeltieren auch bei räuberischen Wirbellosen wie Fangschrecken Wirkung zeigen.

Wird eine myrmekomorphe Spinne wie der Gewöhnliche Ameisenvagabund dennoch von einem Vogel attackiert, frisst dieser nicht selten dann die Spinne wegen der fehlenden chemischen Abwehrmethoden. Ameisen werden von Vögeln aufgrund ihrer Ameisensäure überwiegend gemieden oder damit abgewehrt, sollten sie dennoch versuchen, eine Ameise zu attackieren. Damit stehen Ameisen im Kontrast zu anderen wehrhaften oder für Prädatoren anderweitig abschreckenden Beuteobjekten, die mittels Warnfarben Räuber von einem Angriff abhalten können. Im Gegensatz dazu sind Ameisen zumeist einheitlich schwärzlich, bräunlich oder rotbraun und damit eher unauffällig gefärbt. Demnach können Ameisen von potentiellen Prädatoren auf optische Art also nur anhand ihres Habitus und ihrer Bewegungsweise erkannt werden. Die Fähigkeit, Ameisen visuell zu erkennen, ließ sich neben Vögeln auch bei Wirbellosen nachweisen, so meiden Fangschrecken etwa Ameisen als Beutetiere und Schmetterlinge der Gattung Eunica legen keine Eier auf von Ameisen besuchten Pflanzen ab.
Die erwähnten Faktoren lassen die Schlussfolgerung zu, dass zumindest Vögel als visuell jagende und bedeutende Räuber von Spinnen maßgeblich für die evolutionäre Entwicklung von Myrmekomorphie bei Spinnen wie dem Gewöhnlichen Ameisenvagabund verantwortlich wären, wobei das Vorhandensein dieser Eigenschaft auch bei vielen anderen möglichen Prädatoren von Spinnen Wirkung zeigen könnte. Myrmekomorphie kann neben optischen Sinnen auch den Geruchs-, den Geschmackssinn oder die taktile Wahrnehmung von Prädatoren beeinflussen. Diesbezüglich besteht allerdings noch Forschungsbedarf.

## Systematik

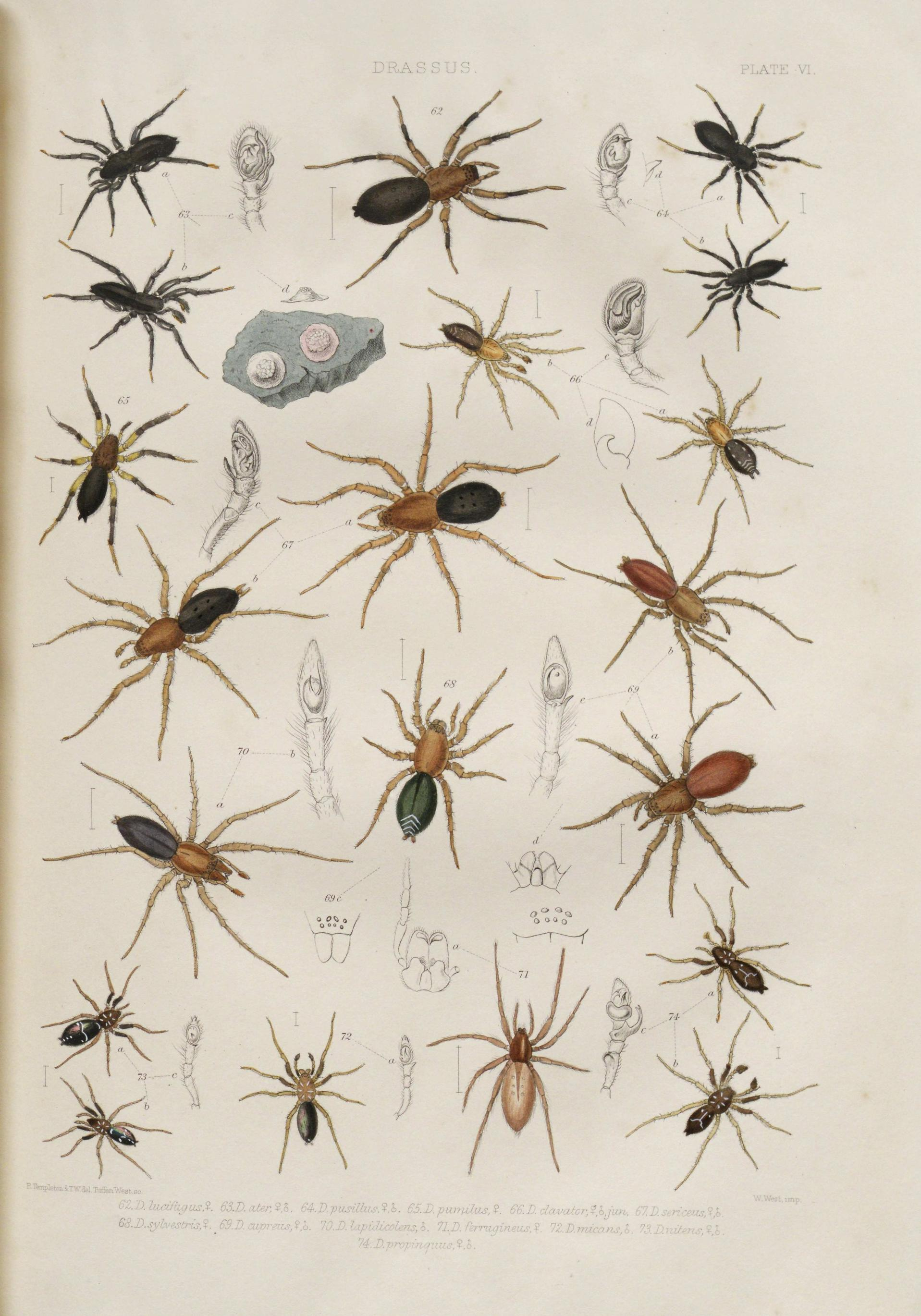
Ausschnitt aus „A History of the Spiders of Great Britain and Ireland“ (1861) von John Blackwall, in dem auch den hier als Drassus propinquus bezeichnete Gewöhnlichen Ameisenvagabunden abgebildet ist.

Die Systematik des Gewöhnlichen Ameisenvagabunds erfuhr vermehrt Änderungen. Der Artname festivus ist ein Adjektiv aus der lateinischen Sprache und bedeutet übersetzt „festlich“ oder „heiter“. Er deutet auf die kontrastreiche Farbgebung der Spinne. Der Gewöhnliche Ameisenvagabund ist die Typusart der Ameisenvagabunden (Phrurolithus).
Bei seiner 1835 von Carl Ludwig Koch durchgeführten Erstbeschreibung wurde der Gewöhnliche Ameisenvagabund vom Autor der Gattung Macaria unter der Bezeichnung M. festiva untergliedert. Danach erhielt die Art von verschiedenen Autoren unterschiedliche Bezeichnungen mitsamt Umstellungen. Allerdings hat Koch selber den Gewöhnlichen Ameisenvagabund bereits vier Jahre nach seiner Erstbeschreibung der zu dem Zeitpunkt ebenfalls von ihm erstbeschriebenen Gattung der Ameisenvagabunden unter der noch heute gängigen Bezeichnung P. festivus untergeordnet. Seit einer 1968 seitens Wilhelm Job durchgeführten Revision des Gewöhnlichen und des Kleinen Ameisenvagabunden (P. minimus) ist P. festivus die durchgehend angewandte Bezeichnung für den Gewöhnlichen Ameisenvagabunden.